# فورت ناکس
فورت ناکس (Fort Knox) یکی از پایگاه‌های چندمنظوره نیروی زمینی ایالات متحده آمریکا در ایالت کنتاکی است که میزبان بیش از ۳۰ فرماندهی و سازمان مختلف نظامی و غیرنظامی است. فورت ناکس در نزدیکی شهر رادکلیف، ۱۵ مایلی شمال الیزابت‌تاون و حدود ۳۵ مایلی جنوب لویی‌ویل قرار دارد. این منطقه محل زندگی صدها خانواده نظامی بازنشسته و شاغل است. این پایگاه ۱۰۹۰۰۰ هکتاری (۱۷۰ مایل مربع، ۴۴۱ کیلومتر مربع) بخش‌هایی از شهرستان‌های بولیت، هاردین و مید را پوشش می‌دهد.
مسیر دسترسی به فورت ناکس از فرودگاه بین‌المللی لویی‌ویل شامل حرکت به سمت جنوب در بزرگراه I-65 و سپس خروج به بزرگراه Gene Snyder West (KY 841) و رسیدن به خروجی 31W Fort Knox است. این مسیر حدود ۳۰ دقیقه طول می‌کشد.
این پایگاه شامل یگان‌های جنگی فرماندهی نیروهای ارتش ایالات متحده، یگان‌های آموزشی ذخیره، فرماندهی نیروهای ذخیره ارتش، فرماندهی آموزش دانشجویان افسری (Cadet Command) و فرماندهی جذب نیرو (Recruiting Command) می‌شود. فرمانده فرماندهی دانشجویان افسری به‌عنوان فرمانده پایگاه نیز فعالیت می‌کند. همچنین، فرماندهی منابع انسانی ارتش ایالات متحده (Human Resources Command) که مسئول مدیریت اقدامات پرسنلی سربازان از زمان ثبت‌نام اولیه تا بازنشستگی است، در این پایگاه مستقر است.
فورت ناکس علاوه بر این، میزبان موزه ژنرال جرج پاتون است که به‌صورت سالانه برای بازدیدکنندگان باز است. همچنین، خزانه طلای ایالات متحده (Kentucky Bullion Depository) که تحت نظارت وزارت خزانه‌داری ایالات متحده قرار دارد، در مجاورت این پایگاه واقع شده است، اما برای بازدید عموم بسته است.
این پایگاه با جمعیتی روزانه بالغ بر ۲۶٬۲۶۰ نفر شامل سربازان، اعضای خانواده‌های نظامیان، کارکنان غیرنظامی و پیمانکاران به فعالیت می‌پردازد. فورت ناکس با مساحتی بالغ بر ۱۰۹٬۰۰۰ هکتار در سه شهرستان کنتاکی شامل بولت، هاردین و مید واقع شده و در ۳۵ مایلی جنوب لوئیزویل و در شمال الیزابت‌تاون قرار دارد. این پایگاه به‌عنوان یک شهر رسمی در ایالت کنتاکی شناخته می‌شود و ششمین جامعه شهری بزرگ در این ایالت است.
این مرکز در حال حاضر دارای مرکز تعالی منابع انسانی ارتش است که شامل فرماندهی منابع انسانی ارتش، فرماندهی کادت ارتش ایالات متحده و فرماندهی الحاقات ارتش ایالات متحده است. به مدت ۶۰ سال، فورت ناکس خانه مرکز زرهی ارتش ایالات متحده و مدرسه زرهی ارتش ایالات متحده بود (اکنون در نتیجه اقدامات BRAC به فورت بنینگ، جورجیا منتقل شده است) و ارتش و تفنگداران دریایی از آن برای آموزش استفاده می‌کردند. خدمه تانک اصلی جنگ M1 Abrams. تاریخچه سواره نظام و نیروهای زرهی ارتش ایالات متحده و حرفه ژنرال جورج اس. پاتون را می‌توان در موزه ژنرال جورج پاتون در محوطه فورت ناکس یافت.
این پایگاه به افتخار هنری ناکس، رئیس توپخانه در جنگ انقلاب آمریکا و نخستین وزیر جنگ ایالات متحده آمریکا نام‌گذاری شده است.
به مدت ۶۰ سال، فورت ناکس میزبان مرکز و مدرسه زرهی ارتش ایالات متحده آمریکا بود و هم ارتش و هم سپاه تفنگداران دریایی ایالات متحده آمریکا از آن برای آموزش خدمه تانک‌های آمریکایی استفاده می‌کردند که آخرین آن‌ها ام۱ آبرامز تانک اصلی میدان نبرد بود. تاریخچه سواره‌نظام ایالات متحده آمریکا و زندگی حرفه‌ای ژنرال جرج پتن در موزه رهبری ژنرال جرج پتن که در محوطه فورت ناکس قرار دارد، به نمایش گذاشته شده است.
در سال ۲۰۱۱، مدرسه زرهی ارتش ایالات متحده به فورت بنینگ، جورجیا منتقل شد، جایی که مدرسه پیاده‌نظام نیز مستقر است. در سال ۲۰۱۴، فرماندهی دانشجویان افسری ارتش ایالات متحده به فورت ناکس منتقل شد و اکنون تمام آموزش‌های تابستانی برای دانشجویان ROTC در اینجا برگزار می‌شود.
در تاریخ ۱۶ اکتبر ۲۰۲۰، سپاه پنجم در فورت ناکس مجدداً فعال شد، بیش از هفت سال پس از آنکه در ژوئیه ۲۰۱۳ در ویسبادن پرچم آن پایین کشیده شده بود.

## خزانه طلای ایالات متحده

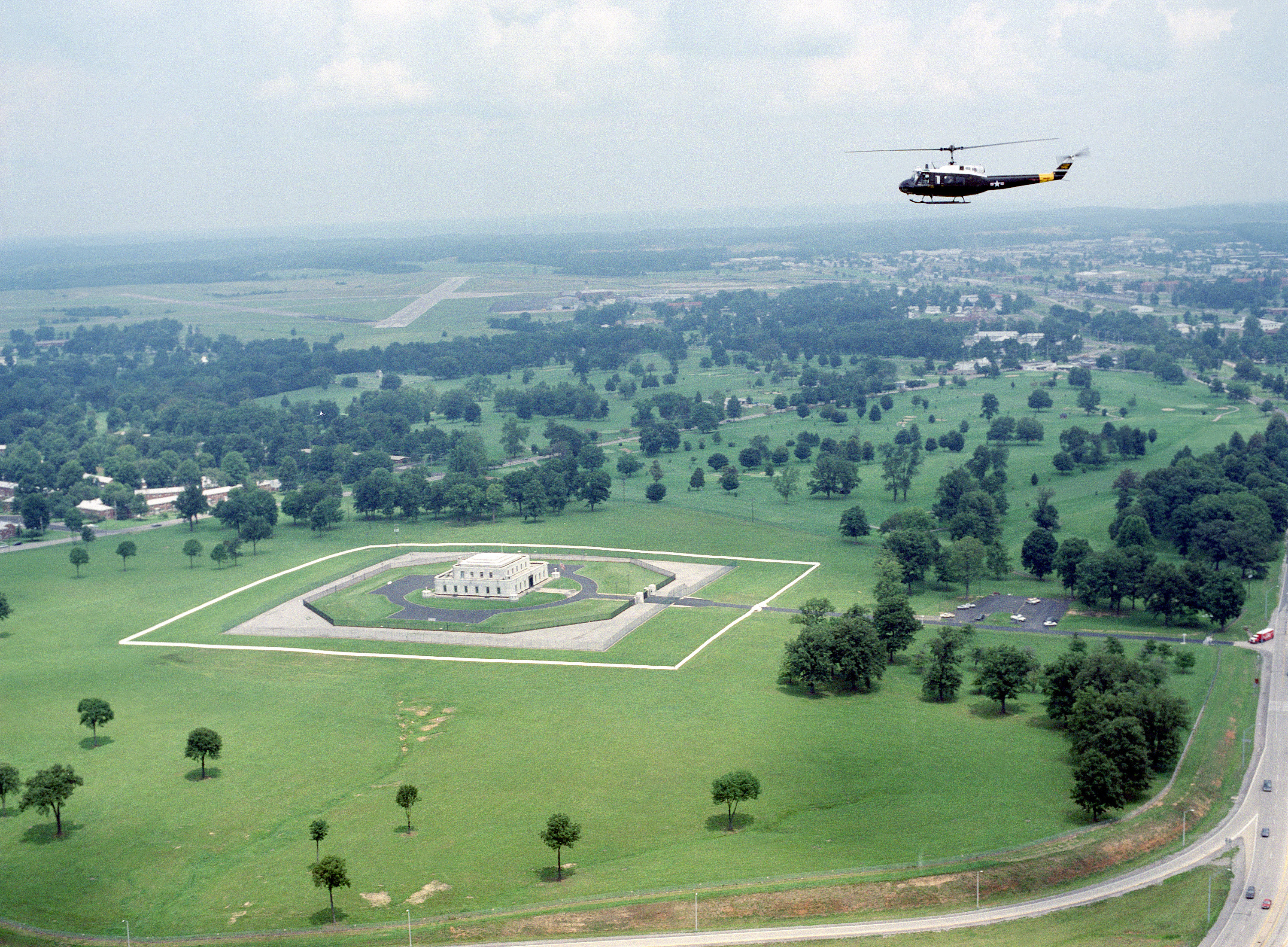
نمای هوایی خزانه طلای ایالات متحده. فرودگاه صحرایی ارتشی گادمن در پس‌زمینه دیده می‌شود.

خزانه طلای ایالات متحده که معمولاً به نام فورت ناکس شناخته می‌شود، یک ساختمان مستحکم خزانه‌داری است که در مجاورت پایگاه ارتش فورت ناکس قرار دارد. این خزانه تحت نظارت وزارت خزانه‌داری ایالات متحده آمریکا اداره می‌شود و بیش از نیمی از ذخیره طلای کشور را نگهداری می‌کند. حفاظت از این خزانه بر عهده پلیس ضرابخانه ایالات متحده آمریکا است و به دلیل امنیت فیزیکی بالای آن شناخته شده است.
این خزانه توسط وزارت خزانه‌داری در سال ۱۹۳۶ بر روی زمینی که از فورت ناکس به آن واگذار شده بود، ساخته شد.
نخستین محموله‌های طلا به وزن تقریبی ۱۳٬۰۰۰ تن متریک توسط خودروهای زرهی هنگ سواره‌نظام اول ایالات متحده آمریکا به این خزانه منتقل شد.
این خزانه در گذشته برای حفاظت از سایر اشیاء ارزشمند، از جمله نسخه‌های اصلی قانون اساسی ایالات متحده آمریکا و اعلامیه استقلال ایالات متحده آمریکا نیز استفاده شده است.